# China (singel)
China – utwór i trzeci singel z debiutanckiej płyty Tori Amos pt. "Little Earthquakes". Jest to pierwszy utwór, napisany na ten album, który pierwotnie nosił tytuł "Distance".

## Opis utworu
Piosenka jest często cytowana jako jedna z najmniej zawiłych i najbardziej tradycyjnych ballad, wykonanych przez artystkę.

## Wydania
Jeden z utworów strony B tego singla pt. "Humpty Dumpty" jest dostępny wyłącznie w tym wydaniu. Utwór "Sugar", znalazł się na australijskim, specjalnym albumie "More Pink: The B-Sides", wydanym w 1994, a wersja na żywo pojawiła się na singlu "Hey Jupiter", w 1996. Koncertowa wersja "Sugar" pojawia się także na płycie live z 1999 "To Venus and Back". Amos twierdzi, że napisała tę piosenkę w ostatniej chwili, starając się mieć pełny zestaw piosenek dla wytwórni płytowych.

## Lista utworów
CD single/12" single
1. "China" – 5:01
2. "Sugar" – 4:27
3. "Flying Dutchman" – 6:31
4. "Humpty Dumpty" – 2:52

7" single/Cassette single
1. "China" – 5:01
2. "Sugar" – 4:27

## Notowania
| Lista (1992)     | Pozycja |
| ---------------- | ------- |
| UK Singles Chart | 51      |